# Jawahir Ahmed
Jawahir Ahmed (tiếng Somalia: Jawaahir Axmed; tiếng Ả Rập: جواهر احمد) là một người mẫu Somalia - Mỹ.

## Cuộc sống cá nhân
Ahmed sinh năm 1991 tại Logan, Utah, có bố mẹ là người Somalia. Gia đình cô đã chuyển đến Hoa Kỳ vào đầu năm đó, khi cuộc nội chiến ở Somalia bắt đầu.
Đối với giáo dục sau trung học của mình, Ahmed đang học tại Đại học Bang Utah với học bổng. Chuyên ngành Giáo dục Sức khỏe với chuyên ngành Khoa học Sức khỏe, cô hy vọng cuối cùng sẽ làm cố vấn sức khỏe cho Kỹ sư Không Biên giới. Ahmed đang làm việc đồng thời cho AmeriCorps và chương trình chuẩn bị đại học CPASS.

## Sự nghiệp
Ahmed được ký hợp đồng với công ty người mẫu Stars Talent Group.
Năm 2013, cô đại diện cho Somalia trong cuộc thi Hoa hậu Châu Phi Utah, nơi cô giành chiến thắng. Cô một lần nữa từng là Hoa hậu Somalia trong cuộc thi Hoa hậu Liên Hợp Quốc Hoa Kỳ 2013.